# Шульгино (Тотемський район)
Шульгино (рос. Шульгино) — село в Тотемському районі Вологодської області.
Входить до складу Толшменського сільського поселення, з точки зору адміністративно-територіального поділу — до Нікольської сільради.
Відстань автошляхом до районного центру Тотьми — 90 км, до центру муніципального утворення села Нікольське — 8 км. Найближчі населені пункти — Воротішна, Фатьянка, Філіно.
Згідно перепису 2002 року населення — 2 особи.